# مبارك شاه بن خضر خان
مبارك شاه بن خضر خان ويلقب معز الدين أبو الفتح مبارك شاه. هو ثاني سلاطين دولة السادات حكام سلطنة دلهي. اعتلى العرش في 18 جمادى الأولى سنة 824 هـ/1421م ضمن اضطرابات اجتاحت البلاد، بعد وفاة خضر خان بيوم واحد. وما إن جلس على العرش حتى عمل على تثبيت الأمراء في إقطاعاتهم وولاياتهم ليضمن ولاءهم للقضاء على هذه الاضطرابات. وزحف «كهكر» إلى دلهي حتى استولى على «حصن سرهند»، ولم يمنعه من التقدم سوى خروج السلطان مبارك شاه إليه بنفسه، واسترد منه أغلب الأراضي التي كانت في حوزته، وأقر الأمور في لاهور، ولم يكد يعد إلى عاصمته حتى خرج «كهكر» من جديد إلى لاهور، واستطاع حاكمها ردّه بعد وصول الإمدادات من السلطان. والتفت السلطان من بعد ذلك إلى الاضطرابات التي نشبت في «الدوآب» و«كتبهر» و«أوده» و«كواليار» و«بيانه» و«جندوار» و«كالبي»، فقضى عليها جميعاً، وهزم قوات «إبراهيم شاه شرقي» أمير جونبور. وفي يوم الجمعة 19 رجب 837 هـ/1434م قُتل السلطان مبارك شاه قرب دلهي على يد أحد رجاله. استمر سلطاناً مدة ثلاث عشرة سنة. انتقل العرش لولي عهده محمد شاه بن فريد خان الذي جعله مبارك شاه بمنزلة ابنه، وتطلق كثير من المصادر على محمد شاه اسم محمد شاه بن مبارك شاه بن خضر خان بالرغم أنه ليس ابنه الحقيقي.